# Yale Babylonian Collection
Die Yale Babylonian Collection (gelegentlich auch nur Babylonian Collection) ist eine umfassende Sammlung von Keilschrifttafeln, die an der Yale University aufbewahrt werden. Die Babylonian Collection umfasst etwa 45.000 kategorisierte Objekte; unter anderem Artefakte, Dichtungen, Verwaltungsdokumente und Omentexte aus dem Zeitraum zwischen 3000 v. Chr. und der frühen christlichen Zeit.
Sie wurde 1909 durch eine Stiftung von John Pierpont Morgan gegründet.

## Einteilungen
Die Keilschriftsammlungen der Babylonian Collection sind in sechs Gruppen unterteilt:
- GCC: Goucher College Collection, gegründet von Raymond Dougherty
- MLC: Morgan Library Collection, früher in der Morgan Library in New York
- NBC: Nies Babylonian Collection, gegründet von James B. Nies
- NCBS/NCBT: Newell Collection of Babylonian Seals und Newell Collection of Babylonian Tablets
- RBC: Rosen Babylonian Collection, gegründet von Jonathan P. Rosen
- YBC: Yale Babylonian Collection, gegründet 1909 von Albert T. Clay

## Schriften
Die publizierten Texte sind unter anderem in sieben Schriftenreihen erschienen:
- BIN: Babylonian Inscriptions in the Collection of James B. Nies
- BRM: Babylonian Records in the Library of J. Pierpont Morgan
- GCCI: Goucher College Cuneiform Inscriptions
- TBC: Texts from the Babylonian Collection
- YNER: Yale Near Eastern Researches
- YOS/YOSBT: Yale Oriental Series
- YOSR: Yale Oriental Series, Researches